# Bistum Sezze
Das Bistum Sezze war eine in Mittelitalien gelegene römisch-katholische Diözese mit Sitz in Sezze.

## Geschichte
Die Diözese Sezze wurde 790 als exemtes Bistum errichtet. Es war also unmittelbar dem Heiligen Stuhl unterstellt.
Papst Honorius III. gliederte das Bistum, gemeinsam mit dem Bistum Priverno, am 17. Januar 1217 mit der Päpstlichen Bulle Hortatur nos dem Bistum Terracina Aeque principaliter an.
Papst Paul VI. benannte die Vereinigung am 12. September 1967 in Bistum Terracina-Latina, Priverno und Sezze um. Papst Johannes Paul II. vereinigte die Bistümer endgültig zum Bistum Latina-Terracina-Sezze-Priverno.

## Bischöfe
- 1036: Stefano
- 1046: Pollidio
- 1118: Drusino
- 1122: Alessandro
- 1179–1180: Landore
- 1180–1195: Ugone, bereits Bischof von Terracina (1168–1195), auch Bischof von Priverno (1180–1195)
- 1195–1203: Tedelgario, auch Bischof von Terracina (1195–1203) und Bischof von Priverno (1195–1203)
- 1203–1224: Simeone, Bischof von Terracina (1203–1224) und Bischof von Priverno (1203–1224)

Weitere Bischöfe siehe in der Liste der Bischöfe von Terracina.